# Remington Glacier
Remington Glacier är en glaciär i Antarktis. Den ligger i Västantarktis. Chile gör anspråk på området. Remington Glacier ligger 875 meter över havet.
Terrängen runt Remington Glacier är varierad, och sluttar österut. Trakten är obefolkad. Det finns inga samhällen i närheten. 